# 佐藤謙一郎
佐藤 謙一郎（さとう けんいちろう、1947年〈昭和22年〉3月8日 - ）は、日本の元ジャーナリスト、元政治家。衆議院議員（5期）、参議院議員（1期）を務めた。

## 来歴・人物

### 生い立ち
佐藤一郎・淳子夫妻の長男として、東京都自由が丘に生まれる。父・一郎は、大蔵事務次官を経て自由民主党から参議院議員、衆議院議員となり、佐藤栄作内閣で経済企画庁長官を務めた。母・淳子は立憲政友会所属の代議士で国務大臣・厚生大臣等を歴任した金光庸夫の娘である。伯父に金光義邦、義伯父に竹内壽平、義叔父に熊谷典文がいる。
1966年、東京大経済学部に入学。東大在学中は、三島由紀夫に懇意にしてもらい国立劇場学生観劇会を創設した。学内では町村信孝らと大学改革実行委員会を組織したり、学外では東京工業大の菅直人らとともに新左翼とは異なる連帯的な活動をしていた。また、フォークシンガーグループのソルティー・シュガーや評論家の福田恆存とも交流があった。1971年、東京大学経済学部を卒業。卒業後、NHKに入局し、記者として勤務する。1974年にNHKを退職し、フリーのジャーナリストを目指すが、次第に消費者運動から食品公害問題に軸足を移す。学生・市民活動の支援事業や学校、幼稚園設立などをめざした。

### 政界入り
参議院議員から衆議院議員への転身を図った父が総選挙で落選し、当選後の1979年に父の秘書となった。秘書となったきっかけは「それまで挫折経験などなく、雲の上のような存在だった父が歩けないほどショックを受け、僕の肩に手をおいて歩き、『ありがとう』と言った。この時、父を助けなくてはと思った」と語っている。
1983年に神奈川県議会議員選挙に横浜市戸塚区から立候補し、当選（2期目は戸塚区から分区された栄区から立候補し再選）。2期目の途中、1987年11月の参議院補欠選挙に自民党公認（清和会）で立候補し当選、国政へと進む。このとき、衆院にいる父の影響を懸念し出馬は見合わせようと父と話していたが、その瞬間に同じ神奈川の衆議院議員である小泉純一郎が電話をかけてきて開口一番「息子さん出馬、おめでとう！」と声をかけてきた。これが大きな転機だったと語っている。
1990年の第39回衆議院議員総選挙には衆議院議員を引退した父の後継者として自民党公認で立候補し、当選（当選同期に岡田克也・佐田玄一郎・藤井裕久・鈴木俊一・亀井久興・中谷元・森英介・福田康夫・石原伸晃・河村建夫・小林興起・塩谷立・古屋圭司・細田博之・松岡利勝・小坂憲次・山本拓・赤城徳彦・簗瀬進・山本有二など）。政治改革推進派の立場を取り、石破茂らと自民党内に「政治改革を実現する若手議員の会」を設立し、事務局長に就任する。派閥は安倍晋太郎→三塚博派に属した。
1993年、政治改革をめぐって宮沢内閣不信任案が可決されると、三塚派の先輩武村正義らとともに自民党を離党し、新党さきがけに参加。さきがけでは、党総務局長、選挙対策委員長などを務める。しかし、新党さきがけが自民党・日本社会党両党と連立政権を結成するに及んで、さきがけが自民党の復権に荷担したとして、1995年8月2日に新党さきがけを離党し、無所属となる。
その後、政治団体テーブル神奈川を結成し、同年12月、市民との対話を求め、横浜市中区に居酒屋「洗心洞」を開店（2002年閉店）。1996年の民主党結成に参加し、党環境部会長や「次の内閣」のNC環境大臣、NC国土交通大臣などを歴任。この間1999年には、かつて自民党の県議や国会議員であったにもかかわらず衆院本会議の国旗国歌法案の採決で反対票を投じた。2000年には、市民の学舎として「洗心洞大学」を開校する。2002年の横浜市長選挙では、中田宏陣営の選挙対策責任者を務めた。専門は環境政策である。公共事業のコントロール（抑制）に力を入れる。2003年には静岡空港建設反対の国会議員署名活動で署名者に加わっている。
2005年9月11日の第44回衆議院議員総選挙で初の落選を喫した後、次期総選挙においても民主党の公認が内定していたが、2007年10月25日に「党勢が拡大している中、若い人に道を譲りたい」として公認内定を辞退し、政界からの引退を表明した。
議員引退後は「食と農、自然を基盤」に活動している。議員時代に訪れた村の農家と都会を自分の手で結びたいとの思いから、引退直後は自然食宅配会社の配送員を務めていた。2022年現在は無農薬野菜の販売手伝いや横浜市内の三部制高校の生徒に無償で食事を提供する活動、居場所のない青年を支援する活動等、多岐に活動している。

## 議員連盟
- ホームエンタテイメント議員連盟（会長）